# 통명전
창경궁 통명전(昌慶宮通明殿)은 창경궁에 있는 왕의 침전 겸 연회용 건물이다. 명정전 서북쪽 궁궐 안 가장 깊숙한 곳에 자리잡았는데, 동쪽에 있는 왕비의 침전인 환경전과 함께 남향하고 있다.

## 역사
창경궁 창건 때인 성종 15년에 지어졌으나 임진왜란 때 불타고, 광해군 8년에 다시 세운 건물은 다시 정조 14년에 불탔다. 지금의 건물은 순조 34년 창경궁의 전각 대부분을 재건할 때 지은 것이다. 다음은 현재 남아 있는 건물의 특징이다.

## 특징
건물 전면에는 정교하게 장대석으로 쌓은 규모가 큰 월대가 마련되었다. 월대 정면에는 3조의 돌계단이 붙어 있으며, 좌·우측에도 각각 계단이 있고, 월대 상면에는 방형으로 다듬은 화강암 박석을 깔았다. 월대 위에 다시 장대석을 놓아 기단을 형성하여 그 위에 강회다짐을 하고 사각형 초석과 사각기둥을 세웠다.
건물은 정면 7칸, 측면 4칸 규모인데, 정면 5칸, 측면 2칸을 감싸며 툇칸이 설치된 형식이다. 내부는 서북쪽 일부 방을 제외하고는 모두 우물마루를 깔았는데, 원래는 가운데에 정면 3칸, 측면 2칸 규모의 대청을 두고 대청 양옆에 온돌방을 두었던 것으로 판단된다. 건물의 정면 중앙 3칸의 툇칸 부분은 개방하였고, 툇칸면 중앙 세칸은 사분합 들문을 달았고, 좌·우의 각 두칸에는 머름을 꾸미고 머름 위에 사분합창과 광창(光窓)인 교창을 달았다.
기둥 위는 이익공으로 결구하였고, 기둥 사이에는 장화반(長花盤)만 놓았다. 천장은 우물천정을 주조로 하되 부분적으로 고미반자를 사용했다. 큰 부재들에는 모루단청을 하였고 우물천장의 청판에는 모란문양을 그려 넣었다. 처마는 겹처마이고 지붕은 팔작지붕이며 창덕궁 대조전과 같이 용마루가 없는 무량각(無樑閣)이다. 지붕의 내림마루와 추녀마루는 양성을 하고 용두와 잡상 등을 배치했고, 사래에는 토수(吐首)를 끼웠다. 건물 전면 좌·우 협칸 기단 위에는 아궁이를 설치했던 흔적이 있다.

### 지당

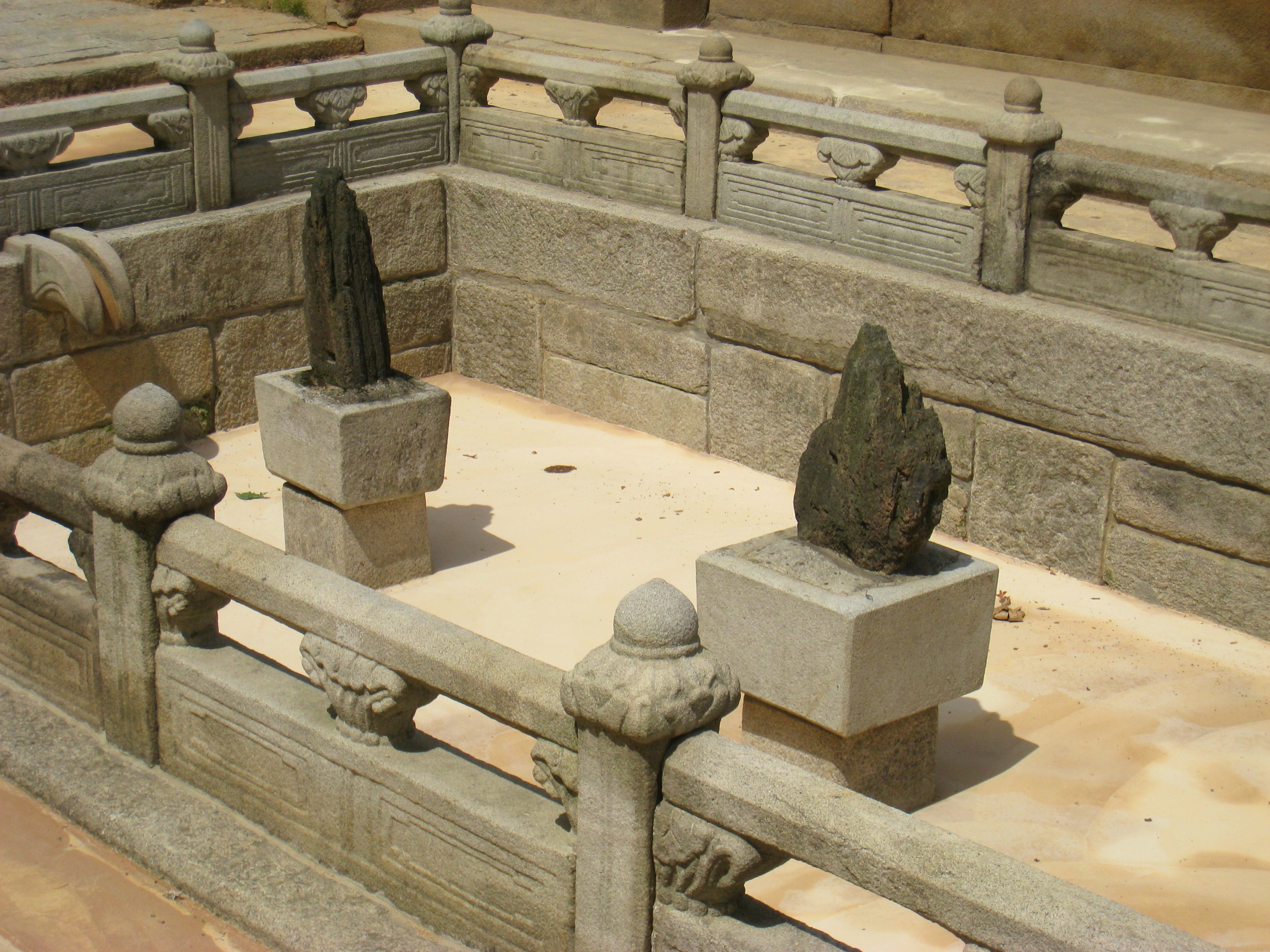
통명전 옆의 지당 일부

이 건물 서쪽에는 화강석으로 아름답게 조성한 지당(池塘)이 있다. 남북 길이 12.8m, 동서 길이 5.2m의 장방형 연못인데, 연못의 4벽은 장대석으로 쌓았고, 둘레에 돌난간을 정교하게 조각하여 돌렸다. 지당 위에는 길이 5.94m, 폭 2.56m의 간결한 돌다리를 동서로 설치했다. 이 지당의 물은 북쪽 4.6m 떨어진 샘에서 넘쳐나는 물을, 직선으로 설치한 석구(石溝)를 통해 폭포로 떨어지도록 고안했다. 한국의 지당 가운데 가장 기발하고 아름다운 곳으로 평가받는다.

## 참고자료
- 통명전 - 국가유산청 국가유산포털
- 창경궁통명전, 서울문화재

 본 문서에는 서울특별시에서 지식공유 프로젝트를 통해 퍼블릭 도메인으로 공개한 저작물을 기초로 작성된 내용이 포함되어 있습니다.